# Зотов, Павел Алексеевич
Павел Алексеевич Зотов (1872, пос. Верхнесергинский завод, Красноуфимский уезд, Пермская губерния, Российская империя — ????) — работник Верхнесергинского завода, Герой Труда (1929).

## Биография
Родился в 1872 году в посёлке Верхнесергинский завод Красноуфимского уезда Пермской губернии.
Уже после смерти отца, работавшего фельдшером, получил образование в три класса начальной школы. В пятнадцать лет пришел работать учеником слесаря на Верхнесергинский завод, построенный Н. Н. Демидовым. Затем работал слесарем, машинистом динамо-машины, заведующим электрическими машинами завода. Во время Гражданской войны в России, в 1919 году спасал завод от разбора колчаковскими войсками (сохранил динамо-машину), после чего ушел в лес к партизанам.
Звание Героя Труда за спасение ценного оборудования было присвоено Зотову только в январе 1933 года. На заводе проработал более сорока лет. Дата смерти неизвестна.

## Награды
- Герой Труда (12 августа 1929)